# Ключ 14
| 冖                     | 冖             | 冖             |
| ---------------------- | -------------- | -------------- |
| 13                     | 14             | 15             |
| Піньінь:               | mì             | mì             |
| Чжуїнь:                | ㄇ一ˋ          | ㄇ一ˋ          |
| Вейд-Джайлз:           | mi4            | mi4            |
| Ютпхін:                | mik6           | mik6           |
| Он:                    |                |                |
| Кун:                   |                |                |
| Кандзі:                | ワ冠 wakanmuri | ワ冠 wakanmuri |
| Хун:                   | 덮을 deopeul   | 덮을 deopeul   |
| Им:                    | 멱 myeok       | 멱 myeok       |
| Індекс у Вікісловнику: | 冖             | 冖             |

Ключ 14 — ієрогліфічний ключ, що означає кришка, один із 23 (загалом існує 214) ключів Кансі, що складаються з двох рисок. 
У Словнику Кансі 30 символів із 40 000 використовують цей ключ.

## Символи, що використовують ключ 14

Як писати ієрогліф.

| додаткових рисок | ієрогліфи            |
| ---------------- | -------------------- |
| 0 рисок          | 冖                   |
| 2 риски          | 冗 冘                |
| 3 риски          | 写 冚                |
| 4 риски          | 农                   |
| 5 рисок          | 军 冝                |
| 6 рисок          | 冞                   |
| 7 рисок          | 冟 冠                |
| 8 рисок          | 冡 冢 冣 冤 冥 冦 冧 |
| 9 рисок          | 冨                   |
| 12 рисок         | 冩                   |
| 14 рисок         | 冪                   |